# Podococcus
Podococcus, rod palmi smješten u vlastiti tribus Podococceae, dio potporodice Arecoideae. Sastoji se od dvije vrste palmi iz tropske Afrike.

## Vrste
1. Podococcus acaulis Hua
2. Podococcus barteri G.Mann & H.Wendl.